# Dominicaans-Spaans
Dominicaans-Spaans, verder in dit artikel aangegeven als Dominicaans, is een vorm van het Spaans die gesproken wordt in de Dominicaanse Republiek op het eiland Hispaniola en in de Dominicaanse diaspora, met name in de Amerikaanse steden New York, Boston en Miami. 
Als een variëteit van het Caraïbisch-Spaans vertoont Dominicaans-Spaans grote gelijkenissen met Puerto Ricaans-Spaans, Cubaans-Spaans, Panamees-Spaans en Venezolaans-Spaans, alsook met het Canarisch-Spaans en Andalusisch. Het vertoont een aantal archaïsmen en is zwaar beïnvloed door de Afrikaanse talen, vooral qua fonetiek en syntaxis, maar ook in de woordenschat. Ondanks de verschillen hebben sprekers van Dominicaans-Spaans doorgaans geen problemen om sprekers van andere Spaanse dialecten te verstaan, vooral omdat zij er veel aan worden blootgesteld in de massamedia en in het onderwijs.

## Geschiedenis
Het eerste woordenboek werd geschreven in 1492, het jaar waarin Christoffel Columbus Amerika ontdekte, wat het begin van de verspreiding van het Spaans als wereldtaal betekende. (De landen die tegenwoordig Spaanstalig zijn, worden gemeenschappelijk de Hispanidad genoemd.) Sedertdien hebben de uitspraak en de woordenschat zich in de oude en de nieuwe wereld verschillend ontwikkeld. In hetzelfde jaar werden ook nog eens de Joden uit Spanje verdreven, zodat het Joodse Spaans, beter bekend als Ladino, zich tot een derde variant ontwikkelde. 
In de 17e eeuw onderging de taal in Spanje een aantal klankverschuivingen die grotendeels aan het Latijns-Amerikaanse Spaans en het Ladino voorbij zijn gegaan. Daarom staat het Latijns-Amerikaans dichter bij het Spaans van 1492 dan dat van nu. 

## Varianten
Het Spaans kent in Latijns-Amerika verschillende varianten die soms aanzienlijk van elkaar verschillen.
Er bestaat een aanzienlijk verschil tussen het stedelijk en landelijk Dominicaans. Daarnaast heeft elke streek zijn eigen kenmerken.
Het Dominicaans uit Santiago wordt door de Santiagogen over het algemeen als het zuiverste beschouwd. In de grotere steden is er weinig verschil in gebruik en uitspraak. In kleinere steden en in landelijke gebieden komen wel verschillen voor, waardoor men spreekt van stadtaal en dorpstaal, dat ook weer wordt gezien als een sociaal verschil. Een ander typisch kenmerk van de dorpstaal is het weglaten of veranderen van de laatste letter(s) van een woord. Het Spaans van Latijns-Amerika verschilt qua woordenschat, uitspraak en grammatica van dat van Spanje. In het Dominicaans is het verschil in uitspraak tussen y en ll wel te horen, hoewel dit verschil in andere Latijns-Amerikaanse landen over het algemeen yeísta is, dat wil zeggen dat er geen verschil in uitspraak is. In het Dominicaans wordt de y als de Nederlands 'ie' uitgesproken, terwijl de ll als een 'j' klinkt, zoals in llamar (roepen) en klinkt als jamar. 
In het Spaanstalig Caribisch gebied en de Canarische Eilanden is de wederzijdse beïnvloeding door massale emigratie en remigratie door Canariërs duidelijk merkbaar. Het accent en woordenschat hebben daardoor een sterke gelijkenis met het Canarisch-Spaans. Verder wordt in Andalusië, op de Canarische Eilanden en in Latijns-Amerika het woord vosotros (jullie) met bijbehorende vormen zelden gebruikt. Hiervoor gebruikt men normaal ustedes, dat daarnaast ook als meervoudsvorm van 'u' dienstdoet.